# 蒙特苏马 (纽约州)
蒙特苏马（英語：Montezuma）是位于美国纽约州卡尤加县的一个镇，地处卡尤加县西部、奥本西北，坐落于塞尼卡河沿岸。伊利运河亦流经于此。2010年美国人口普查时，该镇有1277人。其面积为18.7平方英里。